# Campo Marzio
Campo Marzio est l'un des 22 rioni de Rome. Il est désigné dans la nomenclature administrative par le code R. IV.

## Histoire
À l'époque de la Rome antique, la zone du Campo Marzio avait une superficie d'environ 2 kilomètres carrés et se trouvait à l'extérieur du pomerium. À l'époque d'Auguste, toute la zone a été incorporée à la ville et, dans le cadre de sa réforme administrative, elle a été divisée en deux régions, la région VII - Via Lata, et la région IX - Circo Flaminio. Au Moyen Âge, en raison de la difficulté d'obtenir de l'eau dans les parties hautes de la ville, c'était la région la plus peuplée de Rome. Le nom de "Champ de Mars" (en italien : Campo Marzio) est actuellement limité au rione IV de la ville, qui couvre une superficie beaucoup plus petite que l'ancienne région.

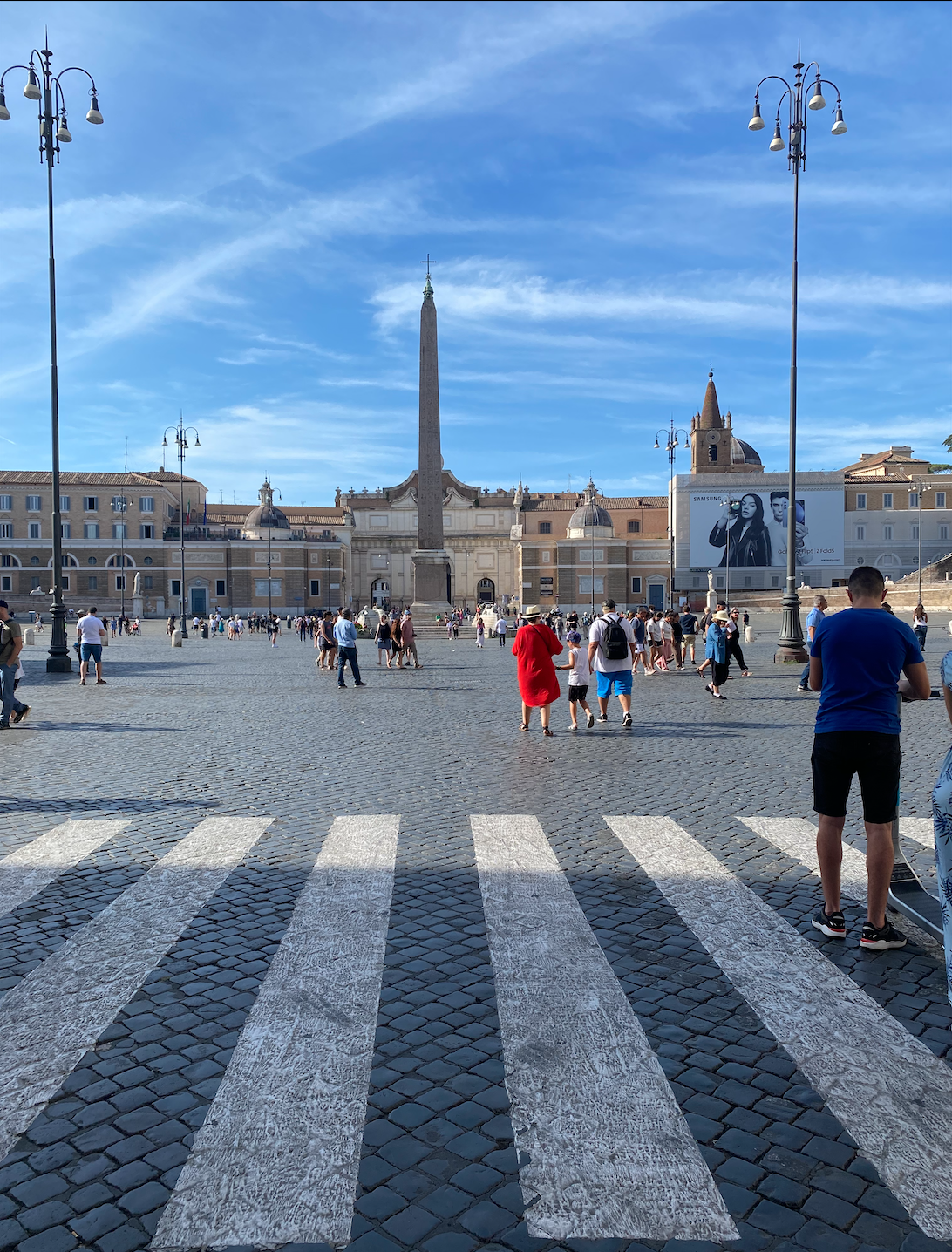
Campo Marzio, 2023.

D'un point de vue orographique, il s'agit d'une vaste zone plate délimitée par un coude du Tibre au nord du Quirinal et par la colline du Capitole. 
|  |  |

## Sites particuliers

### Places
- Piazza del Popolo
- Piazza di Spagna
- Piazza Nicosia

### Rues
- Via Bocca di Leone
- Via Borgognona
- Via Condotti
- Via del Babuino
- Via del Corso
- Via della Croce
- Via de' Prefetti
- Via di Ripetta
- Via Gregoriana
- Via Margutta
- Via Sistina
- Via Tomacelli
- Via Vittoria

### Palais
- Palais Borghèse
- Palais d'Espagne (Ambassade d'Espagne près du Saint-Siège)
- Palais Firenze
- Palais Ruspoli
- Palais Capilupi (it)
- Palais Zuccari
- Palais Gabrielli-Mignanelli
- Palais Incontro (it)
- Palais Nainer (it)
- Palais de l'Union Militaire
- Palazzetto Torlonia a Via Tomacelli

### Églises
- Église Sainte-Marie-du-Peuple
- Église Santa Maria dei Miracoli
- Basilique Santa Maria in Montesanto
- Église et abbaye de la Trinité-des-Monts
- Église San Rocco all'Augusteo
- Basilique Santi Ambrogio e Carlo al Corso
- Église Gesù e Maria
- Église Saint-Jérôme des Croates (église nationale croate)
- Basilique Sant'Agostino in Campo Marzio
- Église Sant'Antonio in Campo Marzio (église nationale portugaise)
- Église Santa Lucia della Tinta
- Église Santa Maria della Concezione in Campo Marzio
- Église Santa Maria Portae Paradisi (it)
- Église Saint-Yves-des-Bretons
- Église San Gregorio Nazianzeno
- Église San Nicola dei Prefetti (it)
- Église Sant'Atanasio dei Greci
- Église Santissima Trinità degli Spagnoli (Rome)
- Église dei Santi Cecilia e Biagio (it)
- Église San Giacomo in Augusta
- Église de la Résurrection de Notre Seigneur Jésus-Christ
- Chapelle Saint-Jean-Baptiste de La Salle
- Église San Gregorio dei Muratori (it)
- Église dei Santi Giorgio e Martiri inglesi (it)
- All Saints' Church de Rome (église anglicane de Rome)
- Église dei Santi Giuseppe e Orsola (it)
- Oratoire Santissimo Sacramento di San Lorenzo in Lucina (it)
- Église San Trifone in Posterula